# Bersac-sur-Rivalier
Bersac-sur-Rivalier – miejscowość i gmina we Francji, w regionie Nowa Akwitania, w departamencie Haute-Vienne. W 2013 roku populacja ówczesnej gminy wynosiła 619 mieszkańców. 